# 敖宗慶
敖宗慶（1509年3月15日—？），字汝承，號梅坡，貴州思南府水德江長官司（今德江）民籍，江西臨江府新喻縣人，明朝政治人物。

## 生平
嘉靖十三年（1534年）甲午科雲貴鄉試第五十名舉人，十七年（1538年）中式戊戌科會試第九十四名，三甲第二十九名進士。授行人司行人。历官工部营缮司郎中，分治鐵冶，又管草场，陟四川副使，備兵松潘，歷升河南參政、甘肃行太仆寺卿、广西按察使、云南右布政使，四十一年二月升四川左布政使，四十二年三月官至都察院右副都御史、巡撫雲南，九月被户科都给事中何煃弹劾其昏庸不职，革职閑住。

## 著作
有《梅坡集》，已佚。

## 家族
曾祖敖勗勤；祖父敖利貞；父敖元祐。前母簡氏、母董氏，慈侍下。弟敖國慶、敖家慶。